# Ясиново (Башкортостан)
Ясиново (баш. Ясин) — деревня в Мечетлинском районе Республики Башкортостан Российской Федерации. Входит в состав Новомещеровского сельсовета.

## География

### Географическое положение
Расстояние до:
- районного центра (Большеустьикинское): 37 км,
- центра сельсовета (Новомещерово): 2 км,
- ближайшей ж/д станции (Сулея): 89 км.

## Население
| 1939 | 1959 | 1970 | 1979 | 1989 | 2002 | 2009 |
| ---- | ---- | ---- | ---- | ---- | ---- | ---- |
| 118  | ↗136 | ↗151 | ↘136 | ↘123 | ↗149 | ↗151 |
| 2010 |      |      |      |      |      |      |
| ↗164 |      |      |      |      |      |      |

### Национальный состав
Согласно переписи 2002 года, преобладающая национальность — башкиры (100 %).